# Рафаель Газер
Рафаель Газер (нім. Rafael Haaser)(17 вересня 1997 , Інсбрук ) — австрійський гірськолижник, призер чемпіонату світу .
Бронзову медаль чемпіонату світу Газер здобув на світовій першості 2023 року у Куршевелі у гірськолижній комбінації. 
Сестра Рафаеля Рікарда — теж гірськолижниця, і теж бронзова медалістка того ж чемпіонату у тій же дисципліні.